# Kasteel Rooigem

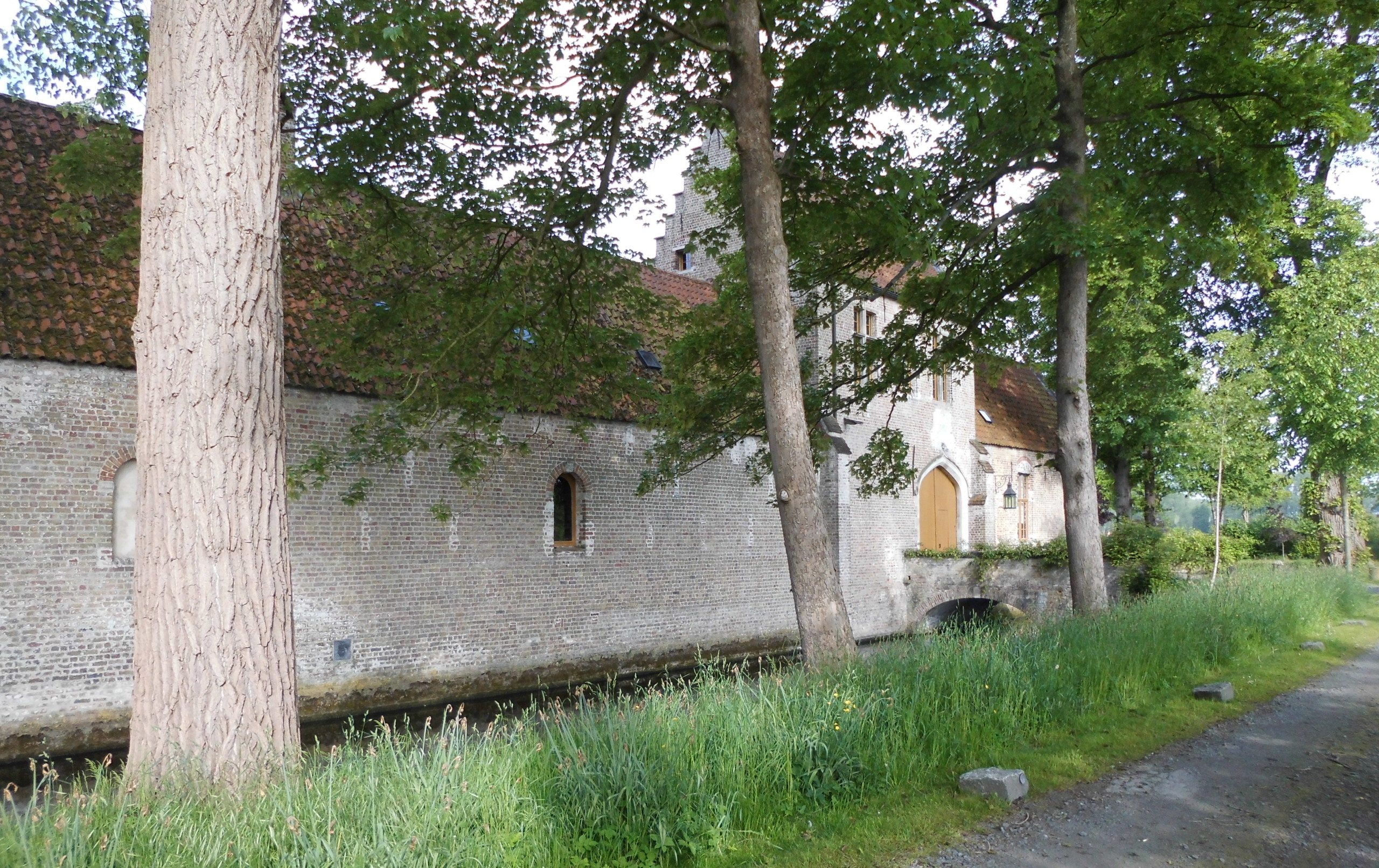
Poortgebouw van het Kasteel Rooigem

Kasteel Rooigem is een kasteel met bijbehorend landgoed in Sint-Kruis, deelgemeente van de stad Brugge, gelegen op het adres Rooigem 1-3.

## Geschiedenis
In de 16e eeuw was er reeds sprake van een buitenplaats met een omwalde hofstede: van oude tijden ghenaemt Royeghem. Deze buitenplaats werd toen gekocht door Joos Cobrysse, die er een kasteel liet bouwen. Behalve het kasteel was er een neerhof en een poortgebouw. Het neerhof werd in de 17e eeuw nog uitgebreid en in 1720 was er sprake van een schoon en notabel casteelgoet. Het werd toen gekocht door Hendrik Jozef van Susteren, bisschop van Brugge. Die liet het tot een voornaam buitenverblijf verbouwen. Toen hij in 1742 stierf, vermaakte hij het goed aan het bisdom. De bisschop Jan Robert Caïmo verbouwde het kasteel tot de huidige staat. In 1764 werd het goed beschreven als: versiert met zeer aangename dreven en lustige wandelingen, zodanig dat 't zelve met' er tyd eene van de plaisantste en schoonste Lust-hoven zal wesen van geheel Vlaenderen. Tussen 1763 en 1775 werden door Pieter Pepers een 14-tal beelden vervaardigd voor de tuin, die in Franse stijl werd aangelegd.
Uiteindelijk kwam er omstreeks 1794 een einde aan de bisschoppelijke bewoning. Het goed werd genaast en in 1795 verkocht aan Petronilla van Outryve-de Stappens de Harnes. Waarschijnlijk werd het Chinese paviljoen begin 19e eeuw gebouwd. Omstreeks 1840-1845 werd het park omgevormd in Engelse landschapsstijl. Er werden bijzondere boomsoorten geplant, de grachten werden gedempt en er werd een vijver aangelegd. Aan de oostkant van het kasteel werden twee traveeën aangebouwd en het traptorentje werd afgebroken. In 2000 werd het kasteel verkocht, waarna restauratiewerkzaamheden plaatsvonden.

## Huidige toestand
Het huidige kasteel is in classicistische stijl (3e kwart 18e eeuw) met mogelijk een 17e-eeuwse kern. De 18e-eeuwse kapel werd omgebouwd tot entreehal en heeft een monumentale bordestrap. Aan de zuidkant is een salon in rococostijl.
Het neerhof is een U-vormig gebouw dat zich ten oosten van het kasteel bevindt. Centraal staat een duiventoren van de 18e of 19e eeuw.
De toegangsbrug is van 1774, er is een poortgebouw, een 17e-eeuws woonhuis en 19e-eeuwse stallen. Het domein is 9ha groot en bevat enkele meer dan 200 jaar oude bomen.